# Coroner
Coroner é uma banda suíça de thrash metal. O trio original que forma o Coroner eram roadies da banda Celtic Frost.
Devido as suas letras bem trabalhadas sobre temas distintos como política e depressão, por exemplo, aliados a técnica e velocidade de seus membros, foram um dos precursores do "thrash metal técnico".
A banda já foi apontada como influência para várias bandas de peso no cenário do Metal. A banda Death é um exemplo de uma das bandas que sofreram grande influência já que Chuck Schuldiner era um exímio fã. Devido a musicalidade intrincada e composições complexas que remetem ao rock progressivo, de acordo com o site Allmusic, alguns críticos musicais chegaram a rotular Coroner como o "Rush do thrash metal".

## História
Em 1986 Tommy T. Baron (guitarra), Ron Royce (baixo) e Marquis Marky (bateria), acompanhados pelo convidado especial Tom G. Warrior, do Celtic Frost, lançaram a demo Death Cult. Em novembro daquele ano eles já se apresentavam em Zurique com Celtic Frost e Kreator. No ano seguinte a banda assina com a Noise Records, e lançam seu primeiro álbum, R.I.P.. Punishment For Decadence, de 1988, mostrava a evolução de peso e técnica, onde se destacou o videoclipe para Masked Jackal.
Com No More Color, terceiro álbum do trio, temos um thrash metal mais lento, técnico e complexo. Em 1990 o Coroner participa junto do Kreator num dos primeiros shows realizados na antiga Alemanha Oriental, lançado em VHS pela Noise Records. Mental Vortex, quarto álbum do grupo, possui um inusitado cover do Beatles para I Want You (She’s So Heavy). Em 1993 é lançado o último álbum do Coroner; Grin, que já possui "fortes influências industriais". Alegando falta de atenção da mídia, a banda encerra as atividades em 1995, onde é lançado a compilação Coroner.
Em 2010 o Coroner anunciou uma reunião para shows em junho de 2011 no Hellfest.

## Membros
Formação atual
- Ron "Royce" Broder - baixo, vocais  (1984-1996, 2010-presente)
- Tommy "T. Baron" Vetterli - guitarra (1985-1996, 2010-presente)
- Diego Rapacchietti - bateria (2014-presente)

Músicos convidados
- Daniel "Reiz Trigger" Stoessel - teclado, vocal de apoio (1996, 2010-presente)

Membros anteriores
- Marky "Marquis Marky" Edelmann - bateria (1983-1996, 2010-2014)
- Phil Puzctai  -  baixo (1983-1984)
- Tommy Ritter  -  guitarra (1983-1984)
- Oliver Amberg  -  guitarra, vocal de apoio (1983-1985)
- Pete Attinger  - vocais (1983-1985)
- Peter Haas - bateria (sessões do álbum Coroner)

## Discografia

### Álbuns de estúdio
- R.I.P. (1987)
- Punishment For Decadence (1988)
- No More Color (1989)
- Mental Vortex (1991)
- Grin (1993)

### Coletâneas
- Coroner (compilação, 1995)
- The Unknown Unreleased Tracks (1985-1995) (compilação, 1996)

### Singles
- Die By My Hand (single, 1989)
- Last Entertainment (single, 1989)
- Purple Haze (single, 1989)
- I Want You (She's So Heavy) (single, 1991)

### Demos
- Death Cult (demo, 1986)
- R.I.P. (demo,  1987)
- Punishment for Decadence (demo, 1988)

### Outros
- No More Color Tour '90 - Live In East Berlin Video/VHS, 1990
- Doomsday News III - Thrashing East Live (álbum split 1990)